# Cristian Pavón
Cristian Pavón (Córdoba, 1996. január 21. –) argentin válogatott labdarúgó, a Boca Juniors játékosa..

## Pályafutása
Pavón 2012 február 7-én kötött profi szerződést a CA Tallares nevű klubbal. 2014 július 9-én leigazolta az argentin Boca Juniors 1,3 Millió €-ért. 2016 május 19-én szerezte meg első gólját a csapatban a 2016-os Copa Libertadores tornán a Nacional ellen. Pavón is tagja volt az Argentin labdarúgó-válogatott 23 fős keretének a 2018-as labdarúgó-világbajnokságon Oroszországban, ahol a 22-es mezben játszott.